# Cincloramphus macrurus
La yerbera papúa (Cincloramphus macrurus) es una especie de ave paseriforme de la familia Locustellidae endémica de Nueva Guinea y las islas Bismarck.

## Descripción
Es una yerbera bastante grande, que mide entre 20-23 cm de largo y pesa unos 40 g, y se caracteriza por su larga cola. El plumaje de sus partes superiores es de tonos anteados con veteado negro, mientras que sus partes inferiores son blancas.

## Taxonomía
En el pasado la yerbera papúa fue tratada taxonómicamente como varias subespecies de la yerbera leonada, pero se comprobó que no se cruzaban en las zonas donde coincidían. 
Se reconocen siete subespecies:
- C. m. stresemanni – noroeste de Nueva Guinea;
- C. m. mayri – norte de Nueva Guinea;
- C. m. wahgiensis – Cordillera Central;
- C. m. macrurus – el sureste de Nueva Guinea;
- C. m. harterti – península de Huon;
- C. m. alpinus – praderas alpinas del sureste de Nueva Guinea;
- C. m. interscapularis – archipiélago Bismarck (Nueva Bretaña, Nueva Irlanda y Nueva Hanover).